# Orquestra Filharmònica de Sant Petersburg
L'Orquestra Filharmònica de Sant Petersburg, també coneguda com a Orquestra Filharmònica de Leningrad durant un temps, va ser fundada el 1882 i és l'orquestra simfònica més antiga de Rússia. Considerada permanentment entre les millors orquestres del món segons la revista Gramophone.

## Història
Va ser inicialment coneguda com el "Cor Musical Imperial" i tocava en privat per la cort d'Alexandre III de Rússia. Cap als anys 1900 va començar a fer concerts públics. Richard Strauss va dirigir l'orquestra el 1912. Després de la Revolució Russa de 1917 l'orquestra va ser presa pels seus membres, que van canviar el seu nom pel d'Orquestra Filharmònica Estatal de Petrograd. En els anys 1920 l'orquestra va començar a rebre suport de l'Estat i va ser reconeguda com un conjunt d'excel·lència. Es van presentar com a directors convidats Bruno Walter, Ernest Ansermet i Hans Knappertsbusch en aquesta època. Per aquest temps l'orquestra va ser reanomenada com Orquestra Filharmònica de Leningrad.
L'orquestra va guanyar el prestigi més gran amb la perllongada direcció musical de Ievgueni Mravinski. En particular, la increïble intensitat i cura assolides per la seva secció de violins va ser única, si bé la qualitat va disminuir després quan es va autoritzar l'emigració de músics jueus. L'orquestra va fer poques gires a Occident, però aquelles van ser autèntiques revelacions. Les sorprenents audicions realitzades per Mravinski s'han conservat en molts enregistraments d'estudi i en viu. Amb Mravinski, l'orquestra va estrenar vuit de les simfonies de Xostakóvitx.
El 1991 l'orquestra va rebre el seu nom actual després que la ciutat que n'era la seu tornés a anomenar-se Sant Petersburg. Avui és una orquestra simfònica internacionalment reconeguda sota la direcció de Iuri Temirkànov.

## Directors
- Hermann Fliege (1882–1907)
- Hugo Varlikh (1907–1917)
- Serge Koussevitzky (1917–1920)
- Emil Cooper (1920–1923)
- Valeri Berdiáiev (1924–1926)
- Nikolai Malkó (1926–1930)
- Aleksandr Gauk (1930–1934)
- Fritz Stiedry (1934–1937)
- Ievgueni Mravinski (1938–1988)
- Iuri Temirkànov (1988–)